# Chitose (portaerei)
La Chitose fu una portaerei leggera della Marina imperiale giapponese, prima unità dell'omonima classe e attiva durante la seconda guerra mondiale; entrata in servizio nel luglio del 1938 come nave appoggio idrovolanti, fu riconvertita in portaerei tra il 1942 e il 1944, finendo infine affondata il 25 ottobre 1944 da unità aeree americane durante la battaglia del Golfo di Leyte.

## Storia
Impostata nei cantieri navali di Kure il 26 novembre 1934, la nave venne varata il 29 novembre 1936 con il nome di Chitose in onore dell'omonima città giapponese; l'unità entrò poi in servizio il 25 luglio 1938. Allo scoppio della guerra, ancora configurata come nave appoggio idrovolanti, partecipò a una serie di azioni sul fronte del Pacifico: il 4 gennaio 1942 fornì copertura agli sbarchi giapponesi a Davao, nelle Filippine, subendo alcuni leggeri danni; pochi mesi dopo partecipò alla campagna delle Indie orientali olandesi e all'occupazione delle isole Gilbert. Nel giugno del 1942 fece parte della flotta inviata a occupare l'atollo di Midway, anche se la sconfitta giapponese nella battaglia delle Midway fece fallire l'operazione; nella notte tra il 24 ed il 25 ottobre 1942 la nave venne coinvolta negli eventi della battaglia delle Salomone Orientali, subendo gravi danni da due bombe lanciate da bombardieri in picchiata americani Grumman TBF Avenger decollati dalla USS Saratoga.
Sul finire del 1942 fu quindi inviata nei cantieri navali di Sasebo per le riparazioni, durante le quali si decise di riconvertire la nave in portaerei leggera: i lavori furono completati il 1º novembre 1943 e la nave ritornò in servizio con la nuova configurazione il 1º gennaio 1944, venendo inserita nella 3ª Divisione portaerei. Nel maggio seguente la nave fu trasferita nella zona delle isole Marianne per collaborare alla difesa dell'arcipelago dagli attacchi americani, subendo il 22 maggio un tentativo di siluramento da parte del sommergibile USS Puffer, senza successo. Tra il 19 e il 20 giugno prese parte alla battaglia del Mare delle Filippine, subendo diversi attacchi aerei nemici ma senza riportare danni.
Nell'ottobre del 1944 la nave venne coinvolta negli eventi della battaglia del Golfo di Leyte, come parte della "Forza Nord" dell'ammiraglio Jisaburō Ozawa: la mattina del 25 ottobre la forza giapponese fu attaccata dagli aerei decollati dalle portaerei americane, e alle 08:35 la Chitose fu centrata da tre siluri (o tre bombe cadute vicino allo scafo) sul lato di babordo dietro all'elevatore 1, subendo l'allagamento di due locali caldaie e uno sbandamento di 27°; intorno alle 08:55 lo sbandamento fu in parte corretto dalle manovre dell'equipaggio, ma la velocità era crollata a 14 nodi. Intorno alle 09:30 lo sbandamento riprese ad aumentare e l'equipaggio abbandonò la nave ridotta ormai a un relitto: la Chitose si capovolse e affondò intorno alle 09:37, con 480 superstiti recuperati dall'incrociatore Isuzu e 121 dal cacciatorpediniere Shimotsuki. I morti nel disastro ammontarono a 903, tra cui il comandante della nave capitano Kishi Yoshiyuki.